# Lista de municípios de Sória
Esta é uma lista dos 183 municípios da província espanhola de Sória na comunidade autónoma de Castela e Leão.
| Nome                         | Pop. (2002) |
| ---------------------------- | ----------- |
| Abejar                       | 358         |
| Adradas                      | 91          |
| Ágreda                       | 3,219       |
| Alconaba                     | 169         |
| Alcubilla de Avellaneda      | 209         |
| Alcubilla de las Peñas       | 97          |
| Aldealafuente                | 140         |
| Aldealices                   | 29          |
| Aldealpozo                   | 32          |
| Aldealseñor                  | 46          |
| Aldehuela de Periáñez        | 44          |
| Las Aldehuelas               | 110         |
| Alentisque                   | 41          |
| Aliud                        | 34          |
| Almajano                     | 210         |
| Almaluez                     | 283         |
| Almarza                      | 595         |
| Almazán                      | 5,750       |
| Almazul                      | 167         |
| Almenar de Soria             | 360         |
| Alpanseque                   | 100         |
| Arancón                      | 115         |
| Arcos de Jalón               | 1,797       |
| Arenillas                    | 40          |
| Arévalo de la Sierra         | 92          |
| Ausejo de la Sierra          | 60          |
| Baraona                      | 230         |
| Barca                        | 128         |
| Barcones                     | 45          |
| Bayubas de Abajo             | 278         |
| Bayubas de Arriba            | 72          |
| Beratón                      | 34          |
| Berlanga de Duero            | 1,132       |
| Blacos                       | 60          |
| Bliecos                      | 53          |
| Borjabad                     | 60          |
| Borobia                      | 372         |
| Buberos                      | 47          |
| Buitrago                     | 56          |
| Burgo de Osma-Ciudad de Osma | 5,086       |
| Cabrejas del Campo           | 82          |
| Cabrejas del Pinar           | 485         |
| Calatañazor                  | 65          |
| Caltojar                     | 119         |
| Candilichera                 | 218         |
| Cañamaque                    | 42          |
| Carabantes                   | 38          |
| Caracena                     | 17          |
| Carrascosa de Abajo          | 35          |
| Carrascosa de la Sierra      | 13          |
| Casarejos                    | 257         |
| Castilfrío de la Sierra      | 27          |
| Castilruiz                   | 307         |
| Castillejo de Robledo        | 180         |
| Centenera de Andaluz         | 28          |
| Cerbón                       | 47          |
| Cidones                      | 341         |
| Cigudosa                     | 66          |
| Cihuela                      | 93          |
| Ciria                        | 115         |
| Cirujales del Río            | 40          |
| Coscurita                    | 135         |
| Covaleda                     | 2,020       |
| Cubilla                      | 63          |
| Cubo de la Solana            | 235         |
| Cueva de Ágreda              | 90          |
| Dévanos                      | 123         |
| Deza                         | 370         |
| Duruelo de la Sierra         | 1,441       |
| Escobosa de Almazán          | 39          |
| Espeja de San Marcelino      | 250         |
| Espejón                      | 225         |
| Estepa de San Juan           | 16          |
| Frechilla de Almazán         | 43          |
| Fresno de Caracena           | 50          |
| Fuentearmegil                | 313         |
| Fuentecambrón                | 65          |
| Fuentecantos                 | 54          |
| Fuentelmonge                 | 131         |
| Fuentelsaz de Soria          | 59          |
| Fuentepinilla                | 144         |
| Fuentes de Magaña            | 92          |
| Fuentestrún                  | 71          |
| Garray                       | 482         |
| Golmayo                      | 942         |
| Gómara                       | 444         |
| Gormaz                       | 20          |
| Herrera de Soria             | 23          |
| Hinojosa del Campo           | 45          |
| Langa de Duero               | 873         |
| Liceras                      | 63          |
| La Losilla                   | 18          |
| Magaña                       | 114         |
| Maján                        | 21          |
| Matalebreras                 | 121         |
| Matamala de Almazán          | 393         |
| Medinaceli                   | 739         |
| Miño de Medinaceli           | 111         |
| Miño de San Esteban          | 90          |
| Molinos de Duero             | 182         |
| Momblona                     | 38          |
| Monteagudo de las Vicarías   | 278         |
| Montejo de Tiermes           | 245         |
| Montenegro de Cameros        | 109         |
| Morón de Almazán             | 257         |
| Muriel de la Fuente          | 82          |
| Muriel Viejo                 | 72          |
| Nafría de Ucero              | 81          |
| Narros                       | 50          |
| Navaleno                     | 960         |
| Nepas                        | 82          |
| Nolay                        | 92          |
| Noviercas                    | 229         |
| Ólvega                       | 3,350       |
| Oncala                       | 105         |
| Pinilla del Campo            | 23          |
| Portillo de Soria            | 22          |
| La Póveda de Soria           | 118         |
| Pozalmuro                    | 110         |
| Quintana Redonda             | 566         |
| Quintanas de Gormaz          | 195         |
| Quiñonería                   | 15          |
| Los Rábanos                  | 447         |
| Rebollar                     | 50          |
| Recuerda                     | 114         |
| Rello                        | 34          |
| Renieblas                    | 123         |
| Retortillo de Soria          | 238         |
| Reznos                       | 45          |
| La Riba de Escalote          | 25          |
| Rioseco de Soria             | 142         |
| Rollamienta                  | 46          |
| El Royo                      | 319         |
| Salduero                     | 193         |
| San Esteban de Gormaz        | 3,387       |
| San Felices                  | 87          |
| San Leonardo de Yagüe        | 2,158       |
| San Pedro Manrique           | 538         |
| Santa Cruz de Yanguas        | 65          |
| Santa María de Huerta        | 432         |
| Santa María de las Hoyas     | 195         |
| Serón de Nágima              | 228         |
| Soliedra                     | 37          |
| Sória                        | 35,112      |
| Sotillo del Rincón           | 232         |
| Suellacabras                 | 36          |
| Tajahuerce                   | 41          |
| Tajueco                      | 117         |
| Talveila                     | 193         |
| Tardelcuende                 | 618         |
| Taroda                       | 80          |
| Tejado                       | 198         |
| Torlengua                    | 104         |
| Torreblacos                  | 33          |
| Torrubia de Soria            | 96          |
| Trévago                      | 70          |
| Ucero                        | 98          |
| Vadillo                      | 139         |
| Valdeavellano de Tera        | 256         |
| Valdegeña                    | 50          |
| Valdelagua del Cerro         | 20          |
| Valdemaluque                 | 274         |
| Valdenebro                   | 145         |
| Valdeprado                   | 20          |
| Valderrodilla                | 115         |
| Valtajeros                   | 27          |
| Velamazán                    | 139         |
| Velilla de la Sierra         | 25          |
| Velilla de los Ajos          | 43          |
| Viana de Duero               | 76          |
| Villaciervos                 | 94          |
| Villanueva de Gormaz         | 18          |
| Villar del Ala               | 63          |
| Villar del Campo             | 37          |
| Villar del Río               | 176         |
| Los Villares de Soria        | 119         |
| Villasayas                   | 102         |
| Villaseca de Arciel          | 42          |
| Vinuesa                      | 1,057       |
| Vizmanos                     | 37          |
| Vozmediano                   | 47          |
| Yanguas                      | 134         |
| Yelo                         | 56          |